# 米中二極体制
米中二極体制（べいちゅうにきょくたいせい）、または米中争覇（べいちゅうそうは）とは、超大国であるアメリカ合衆国（以下、アメリカ）と超大国である中華人民共和国（以下、中国）との間の両極体制である。略称はG-2またはG2。

## 語源
米中対立を和らげるために、G-2構想（英語: Group of Two / G-2 / G2）という非公式な特別関係構想がある。2005年にC・フレッド・バーグステンが主に経済的な関係として提唱したのが初まりであるが、オバマ政権が発足して間もない頃から、米中関係の重要性を認識する用語として、外交政策の専門家の間で広く使われるようになり、その範囲も広がった。
提唱者には、元大統領補佐官のズビグネフ・ブレジンスキー、歴史家のニーアル・ファーガソン、元世界銀行総裁のロバート・ゼーリック、元同行チーフエコノミストの林毅夫などがいる。似たような主張としては中国側が提唱した新型国際関係がある。
世界で最も影響力のある強大な二大大国として、アメリカの政界では、アメリカと中国が世界の問題を共に解決し、再び冷戦に陥らないようにするために、G-2の関係構築への強い提言が高まってきている。G-2の概念は、米中戦略・経済対話や公式訪問などの主要な二国間会議や、G-20会議、コペンハーゲン・サミットなどの世界的なサミットの際に、国際メディアでしばしば喚起されてきた。

## 歴史
G-2の概念は、著名な経済学者であるC・フレッド・バーグステンによって2005年にはじめて提起された。2009年、バーグステンはそのような関係について以下のような主張をした。
- アメリカと中国の両国は、経済危機以前の4年間の好景気の間、世界の成長率のほぼ半分を占めていた
- 中国は日本を抜いて、間もなくアメリカに次ぐ世界第2位の経済大国になる
- 両国は2つの経済大国であり、2つの貿易大国である
- 両国は世界最大の貿易と金融の不均衡の観点においては対極にある。アメリカは最大の赤字・債務国であり、中国は最大の黒字国であり、ドル準備を保有している
- 両国はそれぞれ高所得先進国と新興市場・途上国の2つのグループのリーダーであり、それぞれが世界の生産高の約半分を占めるようになっている

ズビグネフ・ブレジンスキー は、この概念を声高に提唱してきた。 彼は2009年1月、両国が正式な国交樹立30周年を迎えた際に、彼は北京でこの概念を公に提唱した。ブレジンスキーは、世界金融危機・気候変動・イランの核開発計画・北朝鮮の核開発、インド-パキスタン緊張・パレスチナ問題・国連平和維持活動・核拡散問題・核軍縮などの解決策を見出す上で、非公式のG2が有用であると考えている。彼は、「調和」の原則を「我々の集団的な未来を形作るために最も並外れた可能性を持つ2つの国にふさわしい使命」と呼んだ。
歴史家のニアール・ファーガソンもG-2構想を提唱している。彼は「チャイメリカ」という造語で米中経済関係の共生性を表現した。
世界銀行前総裁のロバート・ゼーリックと、同銀行前チーフエコノミスト兼上級副総裁の林毅夫は、景気回復のためにはG-2が重要であり、米中両国が協力しなければならないと述べている。彼らは「強力なG-2がなければ、G-20は期待を裏切るだろう」と述べている。
広く議論されているにもかかわらず、G-2 の概念は完全に定義されていない。ブレジンスキーによればG-2は現在の現実を表しているとされるが、元外相のデイヴィッド・ミリバンドは、G-2は近い将来に出現する可能性があるものであるとしている。 ミリバンドは、アメリカ・EU・中国で構成される潜在的なG-3を生み出す手段として、EU統合を提案している。
前大統領のバラク・オバマと前国務長官のヒラリー・クリントンは、両国の良好な関係を支持し、より多くの問題でより多くの協力をしてきた。元国務長官のヘンリー・キッシンジャーは、米中関係は新たなレベルに到達することになるであろうと述べている。一方で、クリントンは「世界のリーダーが米中というG2になるとは信じていないし、適切だとも思わない」と発言している。これはクリントンが冷戦のような対立関係ではなく「競争を管理し、協力関係を育てるような仕組み」を目指していることによるものとみられている。専門家の中には、G-2の有効性に異論を唱える人もいる。
ただし、オバマの次に大統領に就任したトランプの対中関税発動をきっかけとした米中貿易戦争や2020年の新型コロナウイルスの世界的流行の影響により、米中関係がむしろ悪化してしまった。米中両極体制がようやく形成し、対話や協力に基づいたG-2構想が機能不全に陥ったとも思われる。

## 米中両国のデータ比較
|                    | アメリカ合衆国 | 中華人民共和国                                                                                          |
| ------------------ | --- | --- |
| 人口               | 3億2906万4900人 （世界第3位） | 14億1千26万人 （世界第2位）                                                                             |
| 面積               | 962万8千m2 （世界第3位） | 960万m2 （世界第4位）                                                                                   |
| 名目総GDP          | 25兆351億6400万米ドル （世界第1位） | 18兆32億1197万米ドル （世界第2位）                                                                      |
| 1人当たりGDP       | 7万6079米ドル （世界第6位） | 1万25米ドル （世界第68位）                                                                              |
| 通貨               | 米ドル（基軸通貨） | 人民元（基軸通貨）                                                                                      |
| 首都               | ワシントンD.C. | 北京市                                                                                                  |
| 人口最多の都市     | ニューヨーク | 上海市                                                                                                  |
| 特別自治地域や属領 | カリフォルニア州・ハワイ州・アラスカ州・プエルトリコ | 香港・マカオ・チベット・ウィグル・内モンゴル                                                            |
| 施政の原則         | 民主主義-多元論-個人主義-人種のるつぼ | 独裁主義-無神論-集団主義-一つの中国                                                                     |
| 主要な価値観・思想 | 信教の自由-報道の自由-消費主義-快楽主義 | 習近平思想-鄧小平理論-科学的発展観-中華思想                                                             |
| 政府権力の役割分担 | 地方分権-法治社会-差別禁止-州法 | 中央集権-人治社会-個人崇拝-政績評価系統                                                                 |
| 司法実行状況       | 地方分権-法治社会-差別禁止-州法 | 中央集権-人治社会-個人崇拝-政績評価系統                                                                 |
| 国全体の社会環境   | 銃社会-人権尊重-福祉国家-企業家移民-ポリコレ-アメリカン・ドリーム | 監視社会-自己検閲-警察国家-戸籍決定論-紅色貴族-中国の夢                                                 |
| 経済・貿易体制     | 資本主義-民営化-自由貿易-プライバシー権利-イノベーション | 資本主義-国有化-改革開放-中国特色社会主義-権貴資本主義                                                  |
| 外交手段・対外態度 | 人道援助-新自由主義-経済制裁-アメリカ帝国主義 | 覇権主義-戦狼外交-世界革命論-社会帝国主義                                                               |
| 国体と官僚制度     | 民主共和制-連邦共和国-大統領制-エリート制 | 戦区制-社会主義共和国-党総書記制-特権官僚制                                                             |
| 政党と選挙制度     | 二大政党制-アメリカ選挙人団-政権交代-完全普通選挙 | 一党独裁制-傀儡政党制-人民民主独裁-民主集中制                                                           |
| 現与党             | 民主党（2年ごとに改選） | 中国共産党（憲法上の永久与党）                                                                          |
| 立法府             | アメリカ合衆国議会 | 全国人民代表大会                                                                                        |
| 司法府             | アメリカ合衆国最高裁判所 | 中国最高人民法院                                                                                        |
| 中央政府           | アメリカ合衆国連邦政府 | 中国中央人民政府                                                                                        |
| 与党の最高機構     | アメリカ合衆国連邦政府 | 中国共産党政治局常委会                                                                                  |
| 与党の党首         | アメリカ大統領：ドナルド・トランプ | 中国共産党総書記：習近平                                                                                |
| 国家元首           | アメリカ大統領：ドナルド・トランプ | 中国国家主席：習近平                                                                                    |
| 軍の最高指揮官     | アメリカ大統領：ドナルド・トランプ | 中国共産党軍事委員会主席：習近平                                                                        |
| 副元首             | 副大統領：J・D・ヴァンス | 国家副主席：韓正                                                                                        |
| 首相               | 無し | 首相：李強                                                                                              |
| 現政権             | 第2次トランプ政権 | 習政権                                                                                                  |
| 現内閣             | 第2次トランプ内閣 | 李強内閣                                                                                                |
| 公用語             | 無し（事実上は英語） | 普通話（つまり標準中国語）                                                                              |
| 宗教               | 77% キリスト教、18% 無宗教 2% ユダヤ教、1% 仏教、1% イスラム教、1% その他 | 73.5% 無神論・無宗教および中国民間宗教 15% 仏教、7.6% 道教、2.5% キリスト教、1.4% イスラム教            |
| 人種や民族構成     | 白人系アメリカ人 ラテン系アメリカ人、アフリカ系アメリカ人 アジア系アメリカ人、混血アメリカ人 ネイティブ・アメリカン、アラブ系アメリカ人 ヒスパニック及びまたは太平洋諸島に住むアメリカ人 | 漢民族 満洲人、モンゴル人、チベット人、ウイグル人 その他は中国の少数民族を参照                          |
| 建国時間           | 1783年（建国から-約238年） アメリカ合衆国の成立（イギリスから独立） | 1949年（建国から‐約72年） 中華人民共和国開国大典（自己宣言）                                            |
| 建国者             | ジョージ・ワシントン | 現政権は毛沢東、国は始皇帝                                                                              |
| 国家軍隊の名称     | アメリカ軍 | 中国人民解放軍                                                                                          |
| 毎年の軍事費       | 約6490億米ドル （世界第1位） | 約2500億米ドル （世界第2位）                                                                            |
| 軍事力             | 世界第1位の軍事科学を保有 世界第2位の陸軍人数を保有 世界第1位の海軍艦数を保有 世界第1位の空軍機数を保有 全世界に米軍基地を設置                                                           | 世界第3位の軍事科学を保有 世界第1位の陸軍人数を保有 世界第3位の海軍艦数を保有 世界第3位の空軍機数を保有 |
| 核ミサイル数       | 6450個 （世界第2位） | 500個 （世界第3位）                                                                                     |
| 核兵器保有量       | 6450個 （世界第2位） | 500個 （世界第3位）                                                                                     |
| 国力               | 世界第1位の超大国 | 世界第2位の超大国                                                                                       |
| 外交の影響力       | NATOの盟主 G7の盟主 UKUSA協定の盟主 米州機構の盟主 OECDの加盟国 国連安保理の理事国 | BRICSの加盟国 一帯一路の盟主 上海協力機構の盟主 国連安保理の理事国                                      |

## 現在の最高指導者

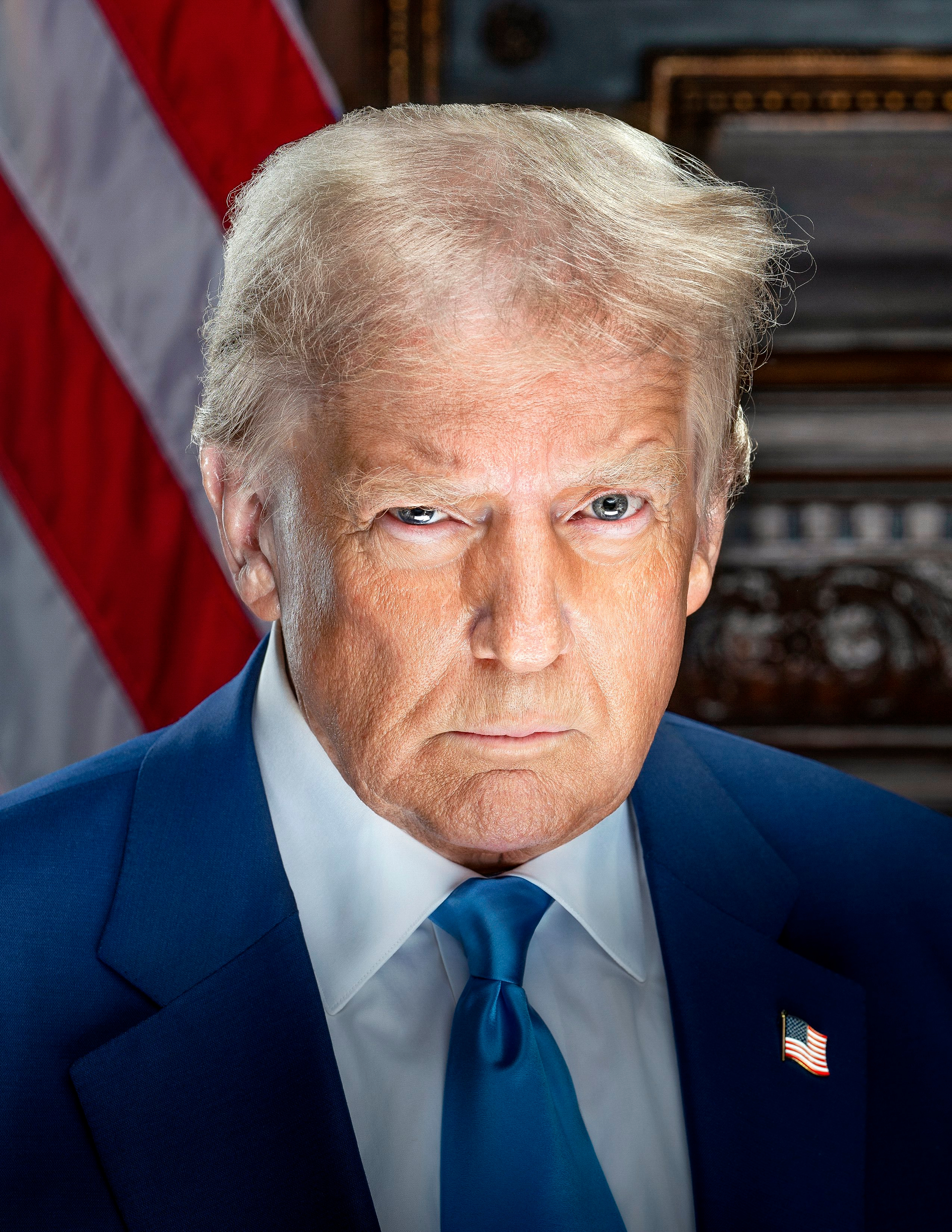
アメリカ合衆国 ドナルド・トランプ （大統領）
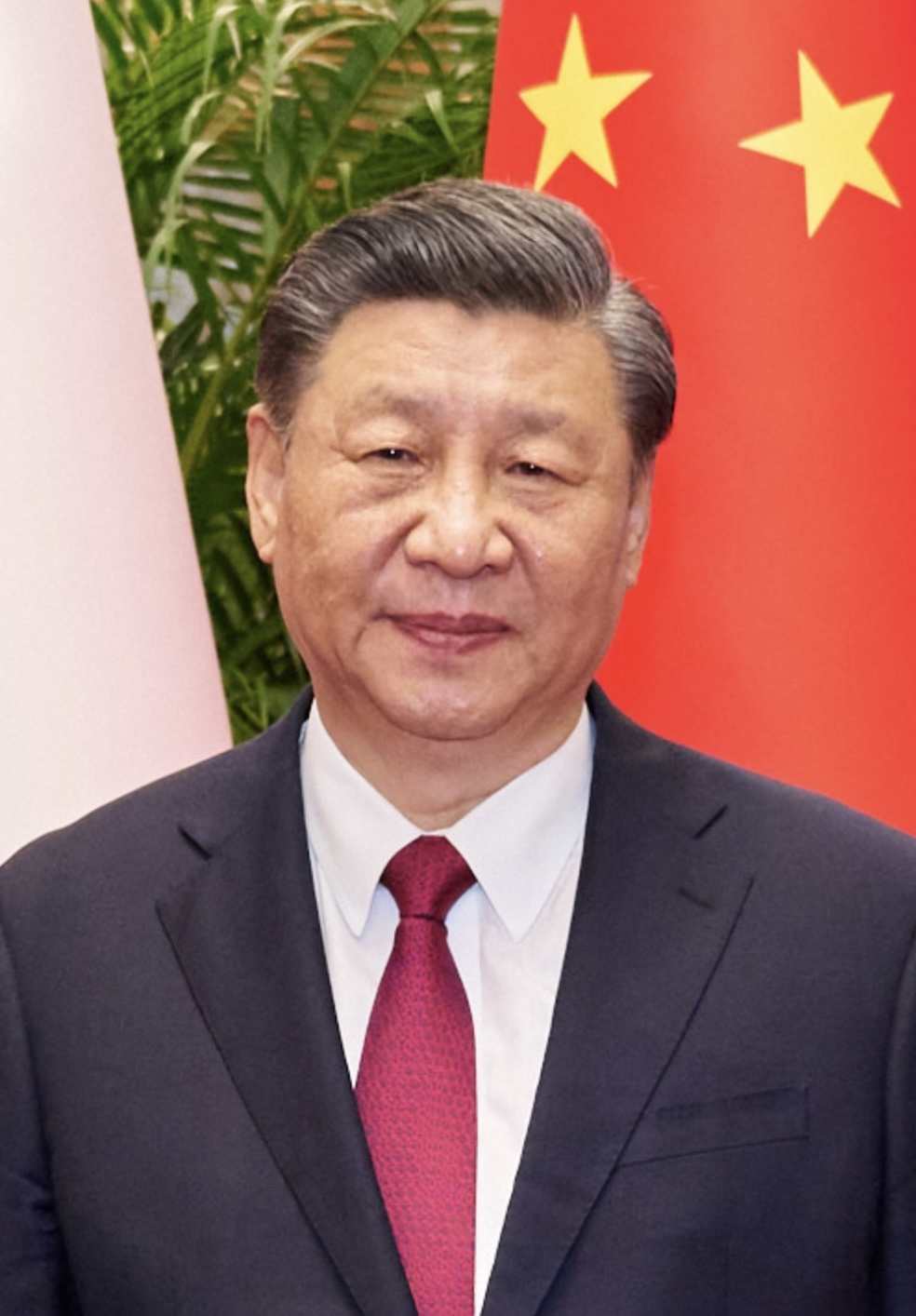
中華人民共和国 習近平 （党総書記・国家主席）